# Злеово
Злеово или Злево (на македонска литературна норма: Злеово) е село в източната част на Северна Македония, община Радовиш.

## География
Селото се намира в Радовишкото поле, в южното подножие на планината Плачковица, източно от общинския център Радовиш.

## История
В XIX век Злеово е турско село в Радовишка кааза на Османската империя. Според статистиката на Васил Кънчов („Македония. Етнография и статистика“) от 1900 година Злево има 400 жители, всички турци.
След Междусъюзническата война в 1913 година селото попада в Сърбия.
Според Димитър Гаджанов в 1916 година в Злево живеят 433 турци.
На 12 юли 1971 година митрополит Наум Злетовско-Струмишки освещава темелния камък на църквата „Успение на Пресвета Богородица“, а готовата църква е осветена на 22 сепетември 1997 година от митрополит Стефан Брегалнишки.